# Oyak Renault Otomobil Fabrikaları
Die Oyak Renault Otomobil Fabrikaları Anonim Şirketi ist ein seit 1969 bestehendes Joint-Venture zwischen dem türkischen Ordu Yardımlaşma Kurumu und der französischen Régie Renault. Die türkische Aktiengesellschaft hat ihren Sitz in Bursa. Die Produktion wurde am 14. Mai 1971 aufgenommen.

## Beschreibung
Obwohl der türkische Hersteller Fahrzeuge lediglich als CKD-Bausätze aus einem kanadischen Werk in Ontario angeliefert bekommt und montiert, ist es mit jährlich rund 286.000 bis maximal 360.000 Einheiten eines der größten Werke des französischen Konzerns. Manche der Modelle werden in über 100 Länder exportiert. Neben der Montage von Automobilen werden im Werk auch Getriebe und Motoren hergestellt.

## Beteiligung
- Renault: 51 %
- OYAK: 49 %

## Modellübersicht

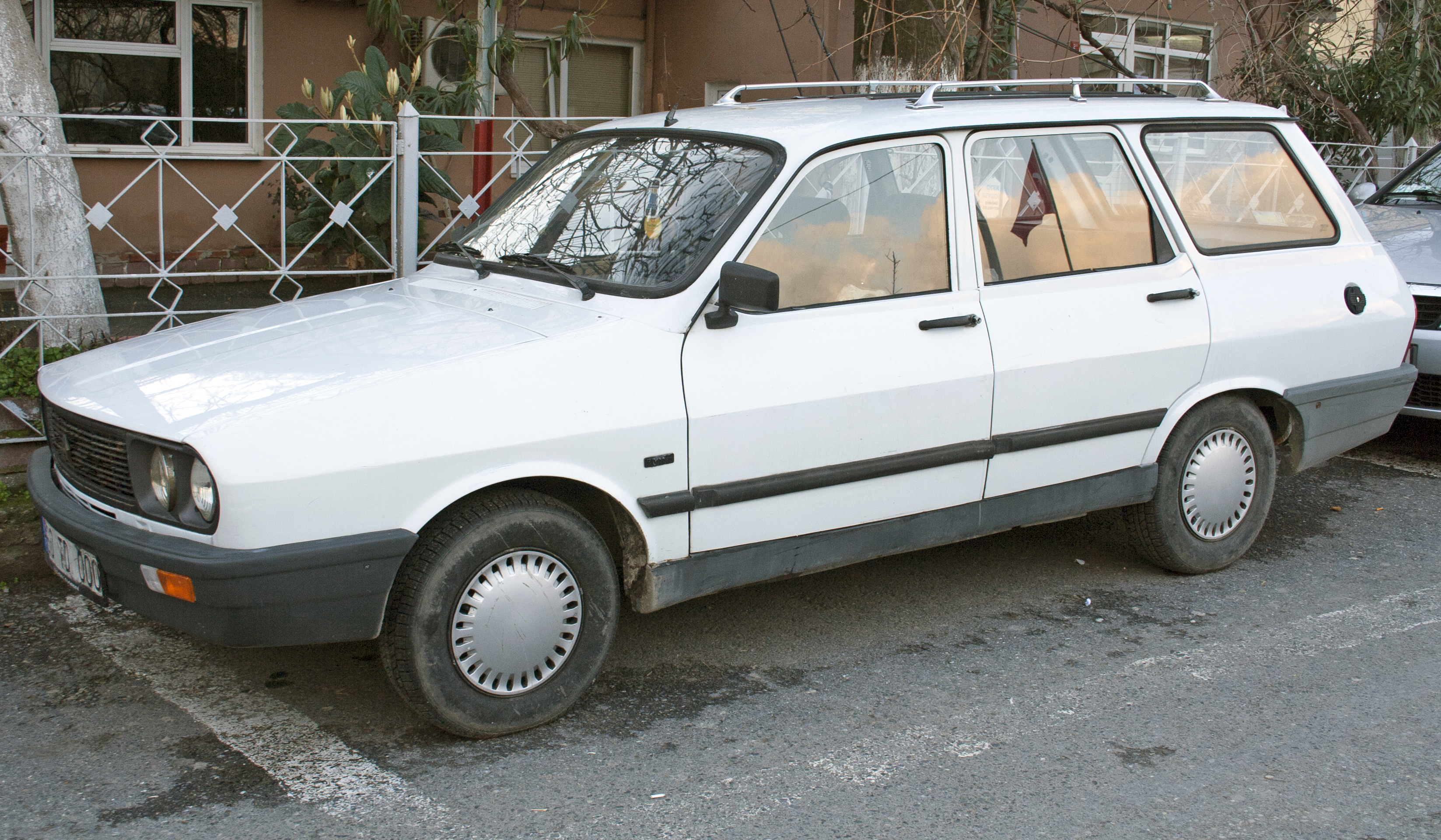
Renault 12 1971 bis 1989 Renault 12 Toros 1989 bis 2003
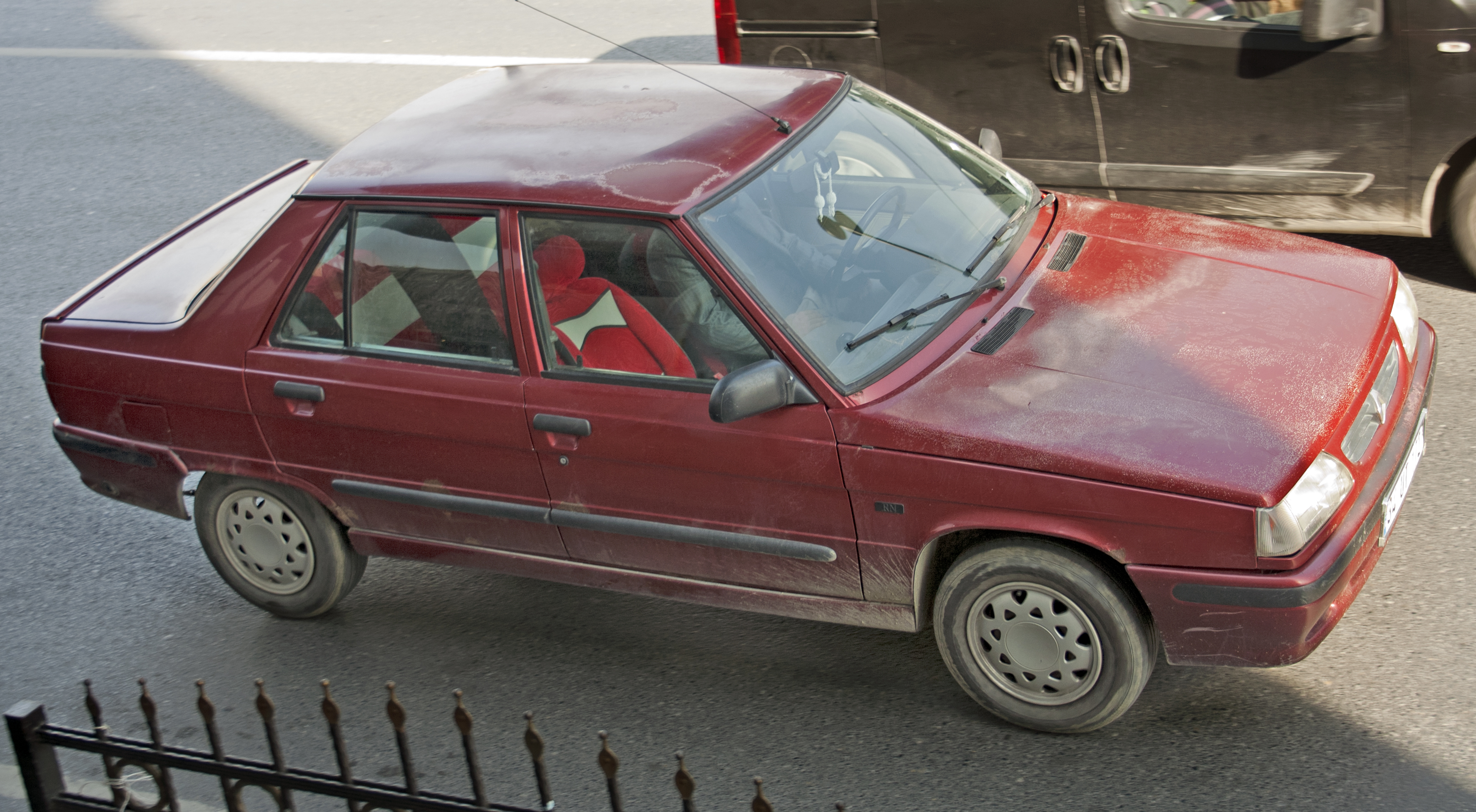
Renault 9 Broadway 1985 bis 2003
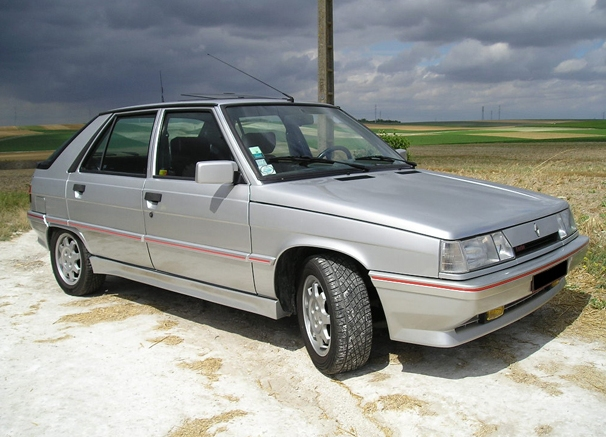
Renault 11 Flash 1987 bis 1996
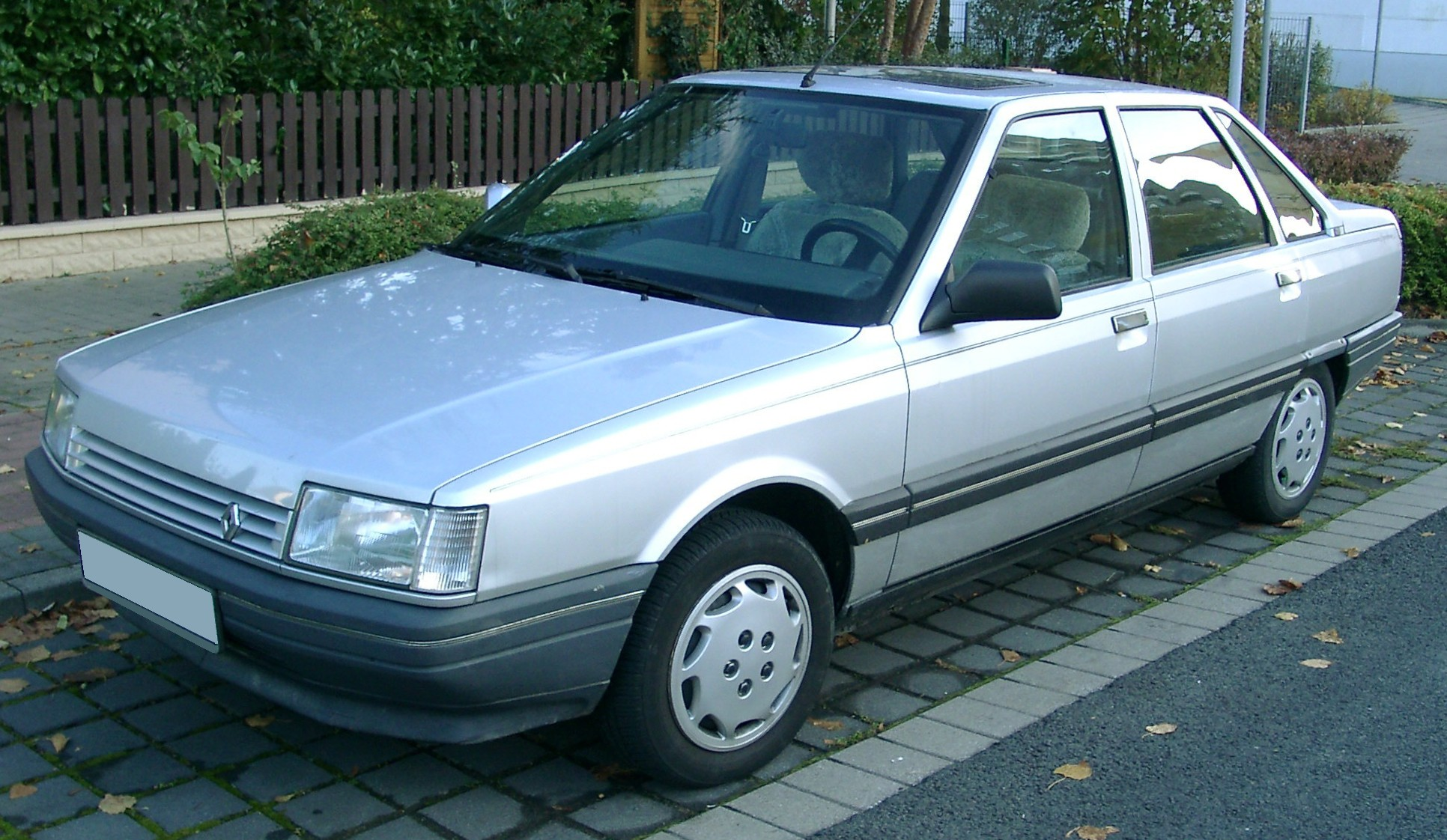
Renault 21 Manager 1990 bis 1998
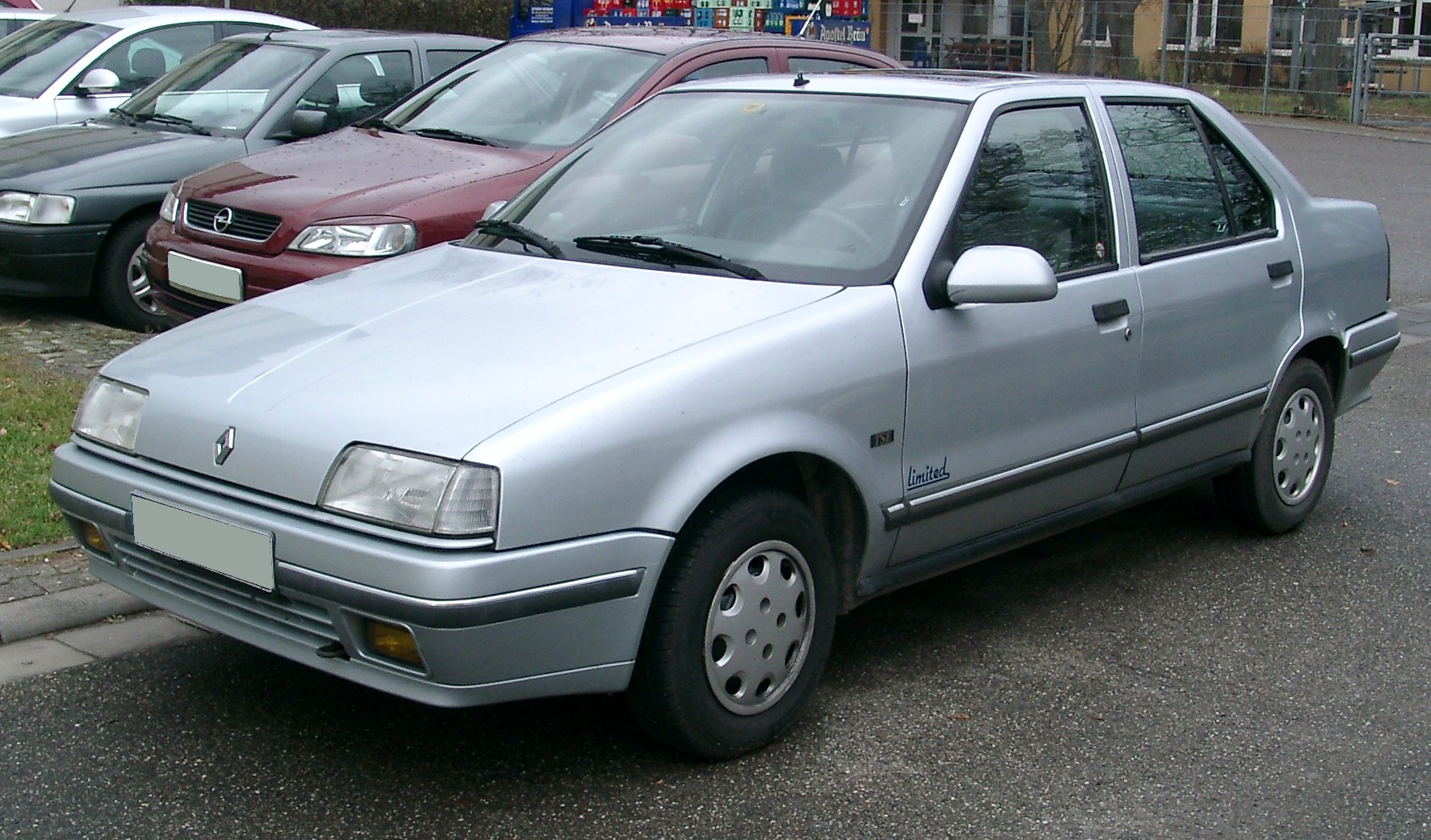
Renault 19 1992 bis 1996
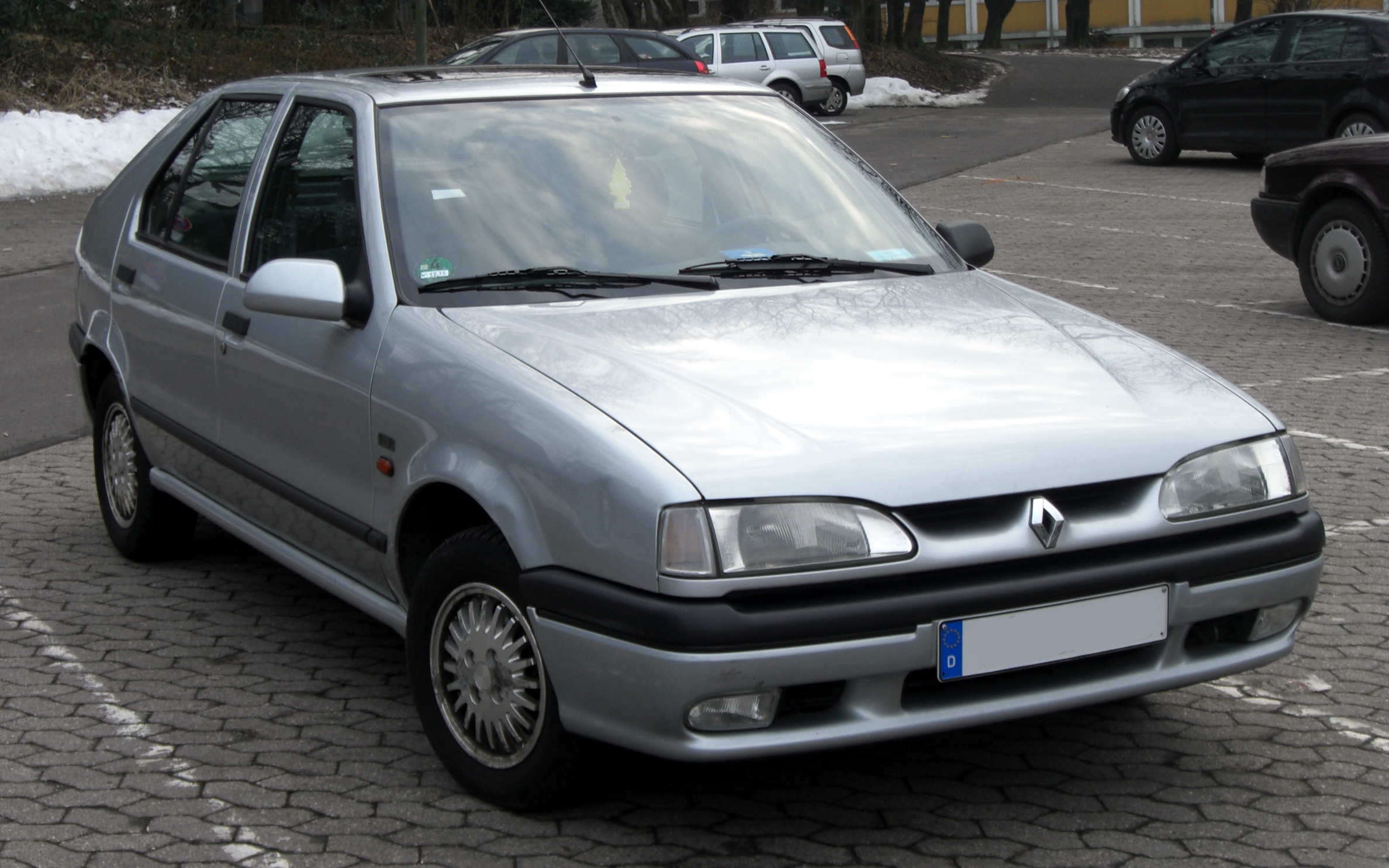
Renault 19 Europa 1996 bis 2003
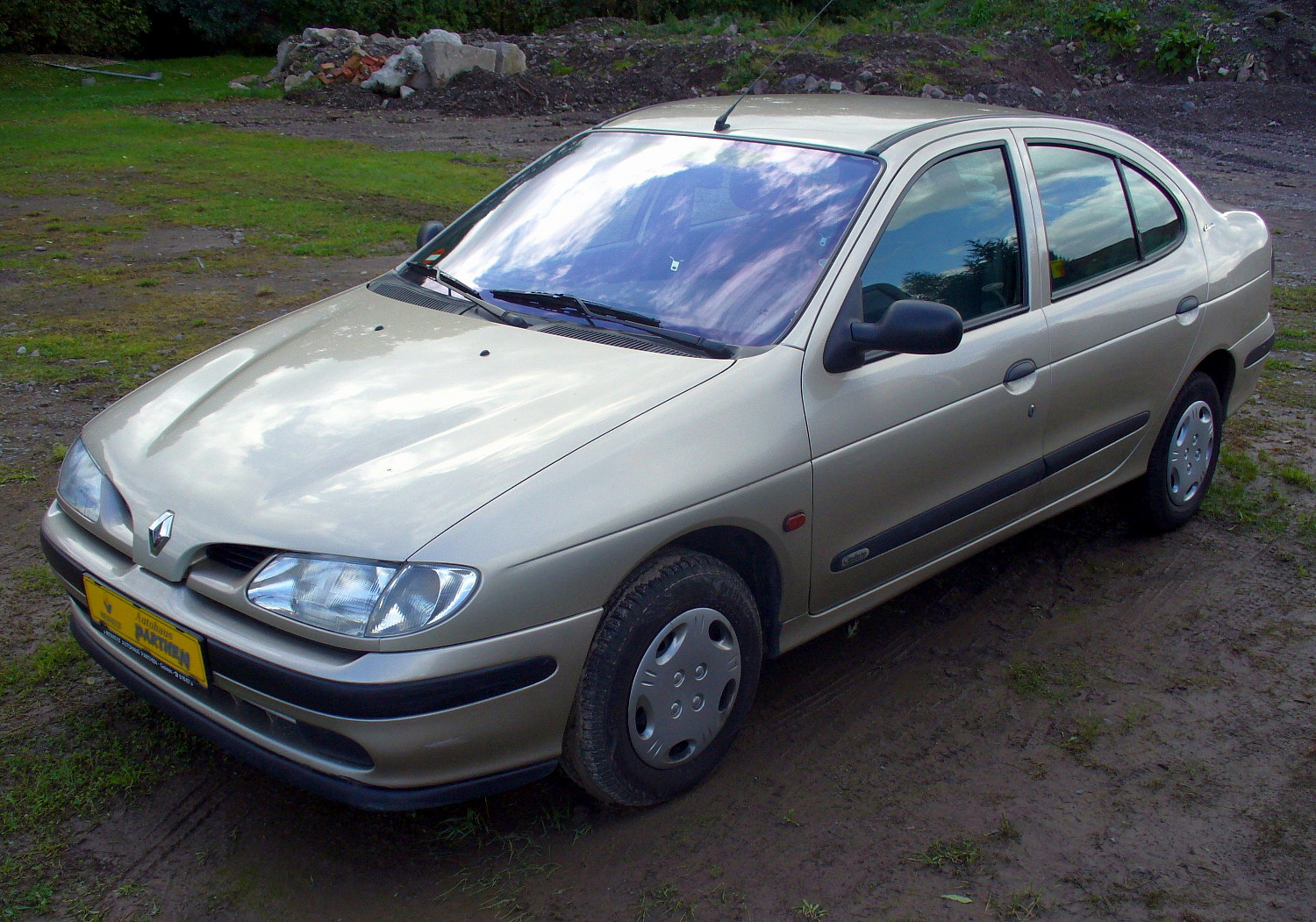
Renault Mégane 1997 bis 2003
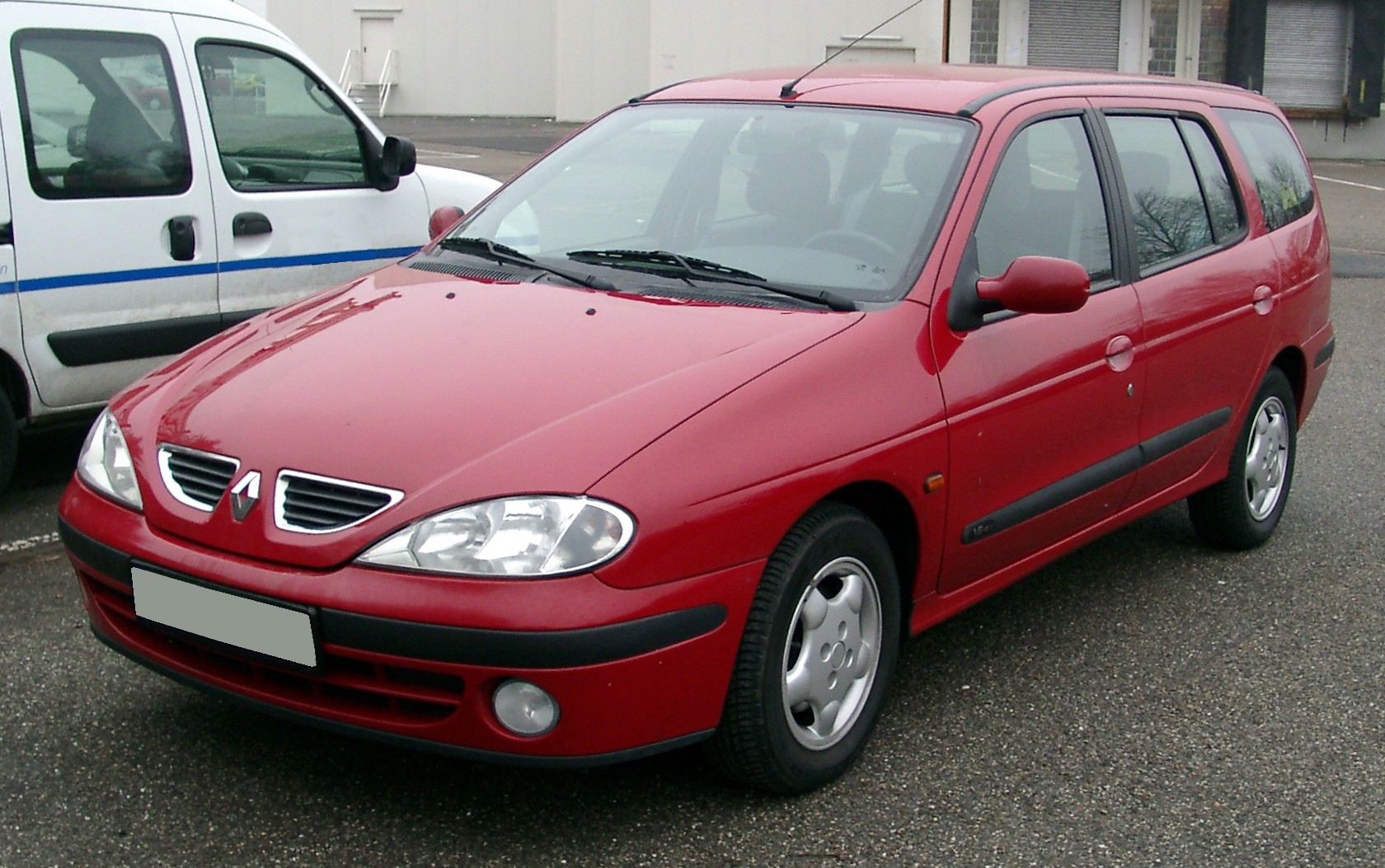
Renault Mégane Grand Tour 1998 bis 2003
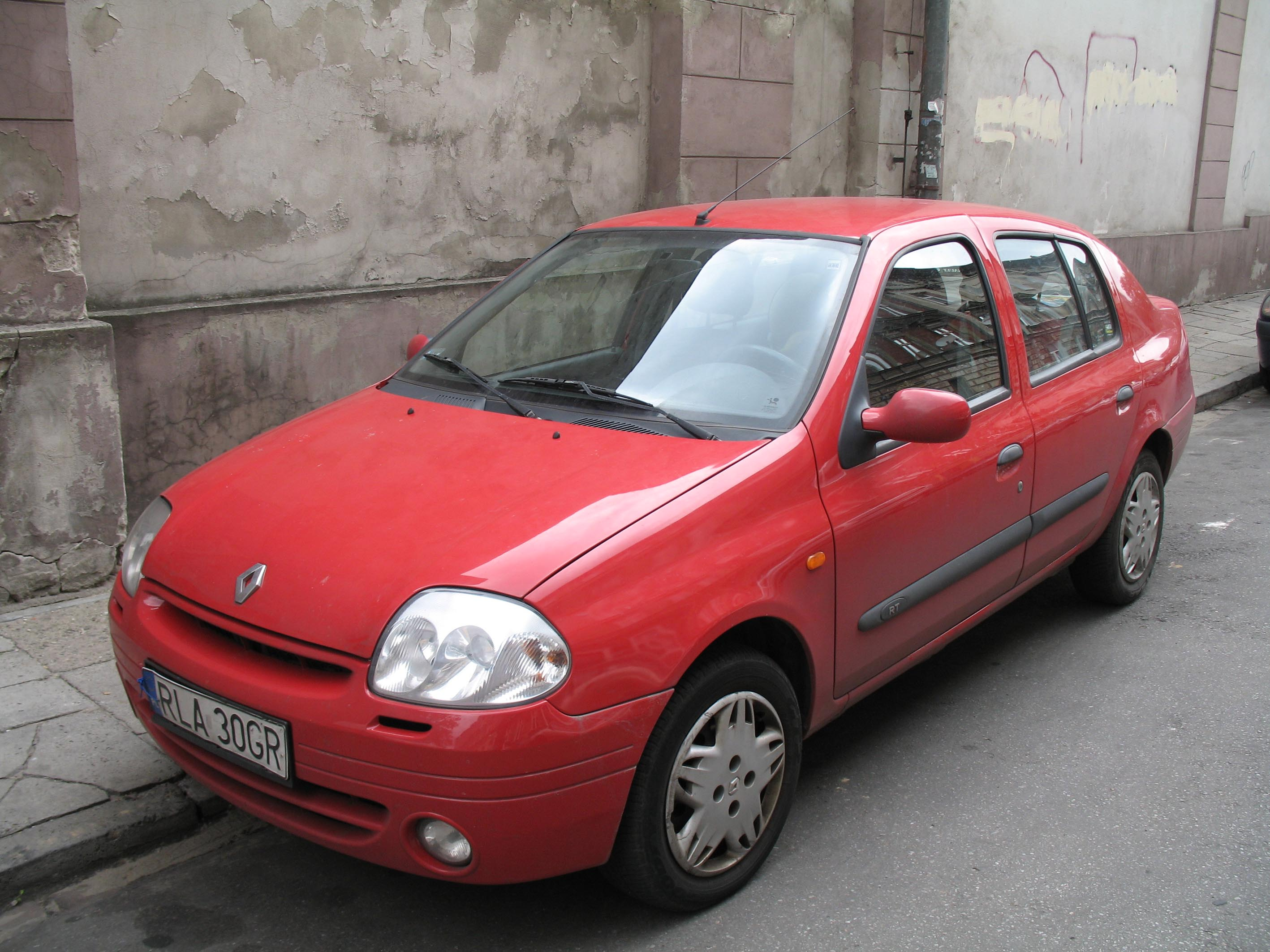
Renault Clio Symbol Renault Thalia (Export) 1999 bis 2006
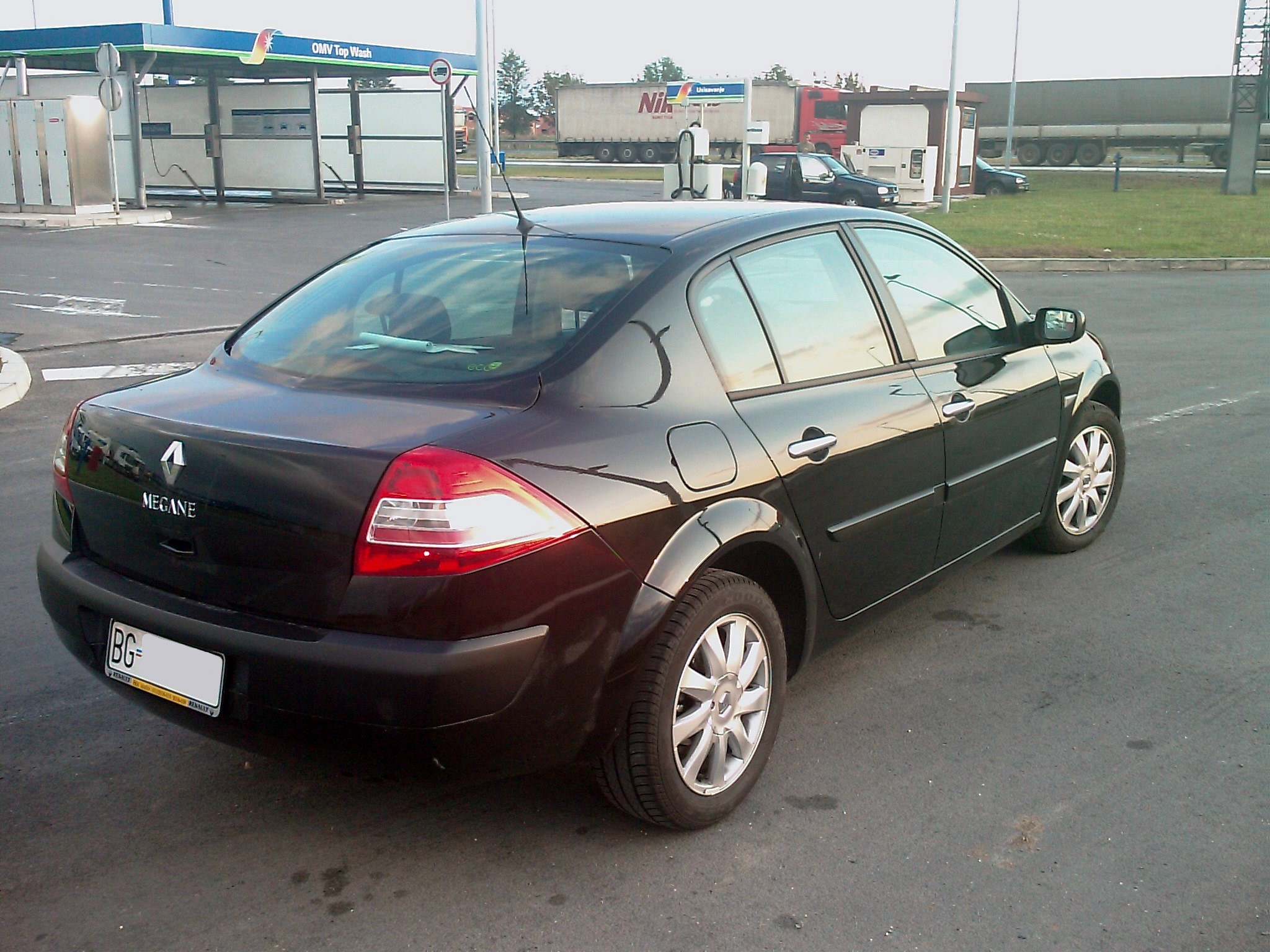
Renault Mégane Sedan 2003 bis 2009
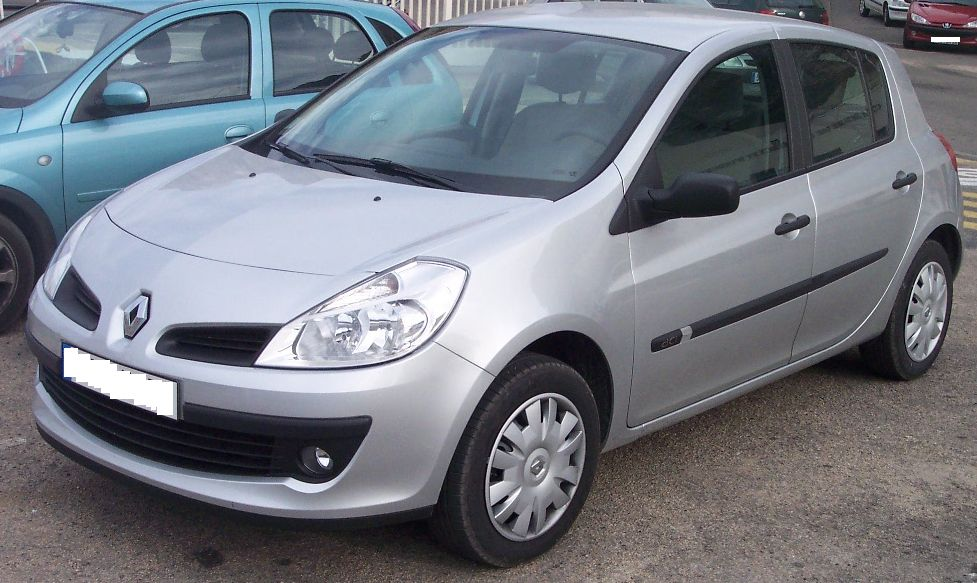
Renault Clio HB 2006 bis 2012
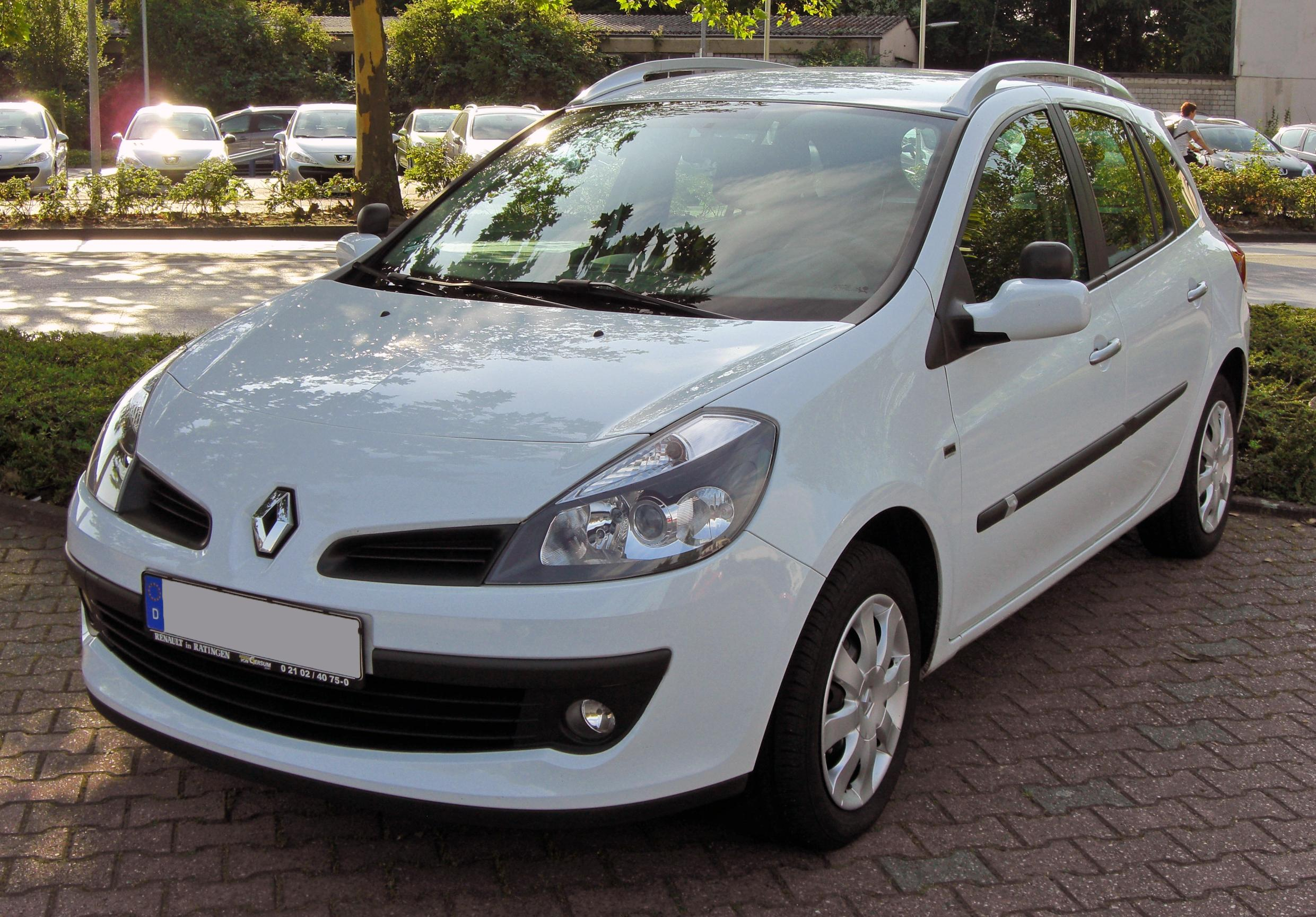
Renault Clio Grand Tour 2007 bis 2012
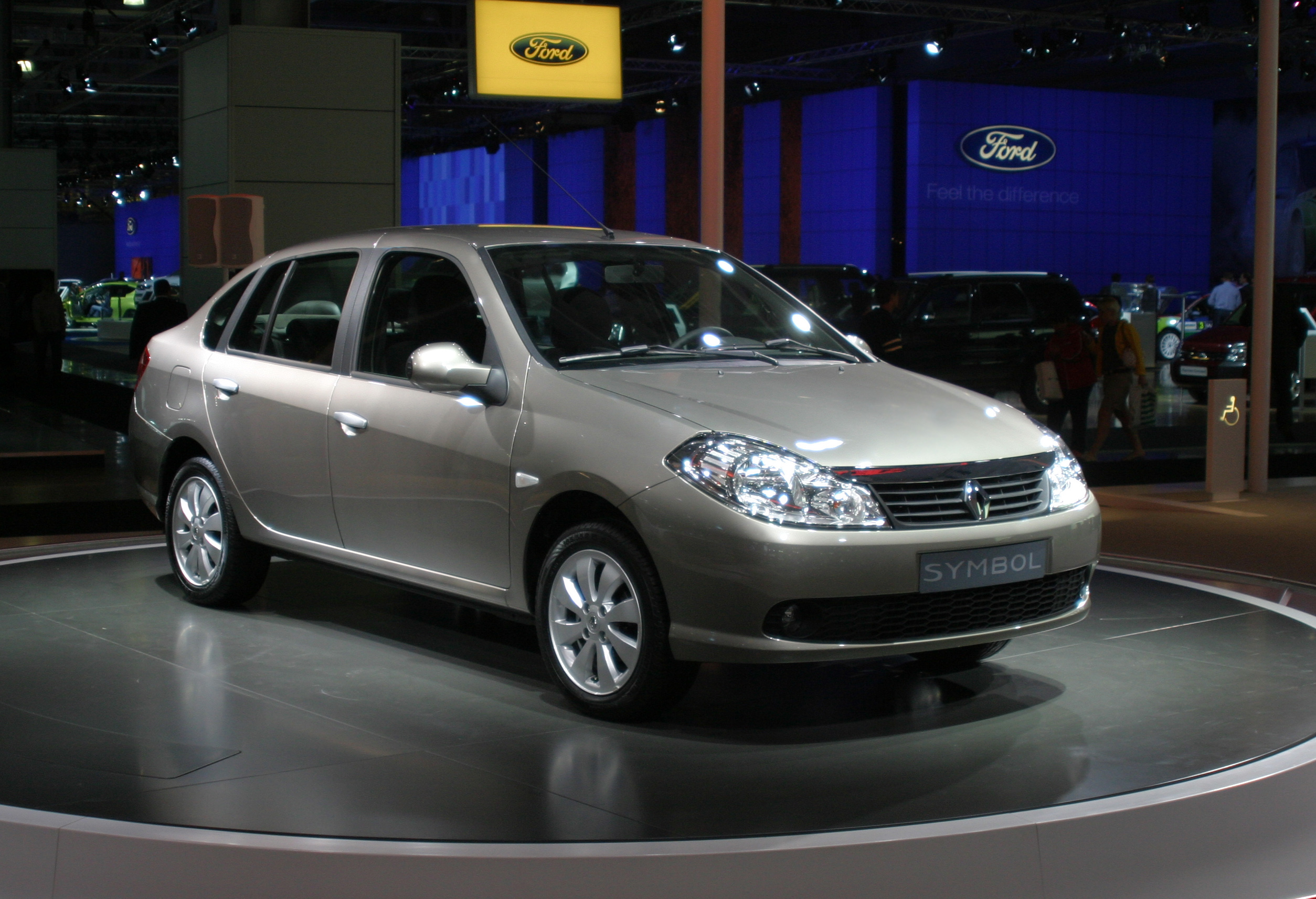
Renault Symbol Renault Thalia (Export) 2008 bis 2013
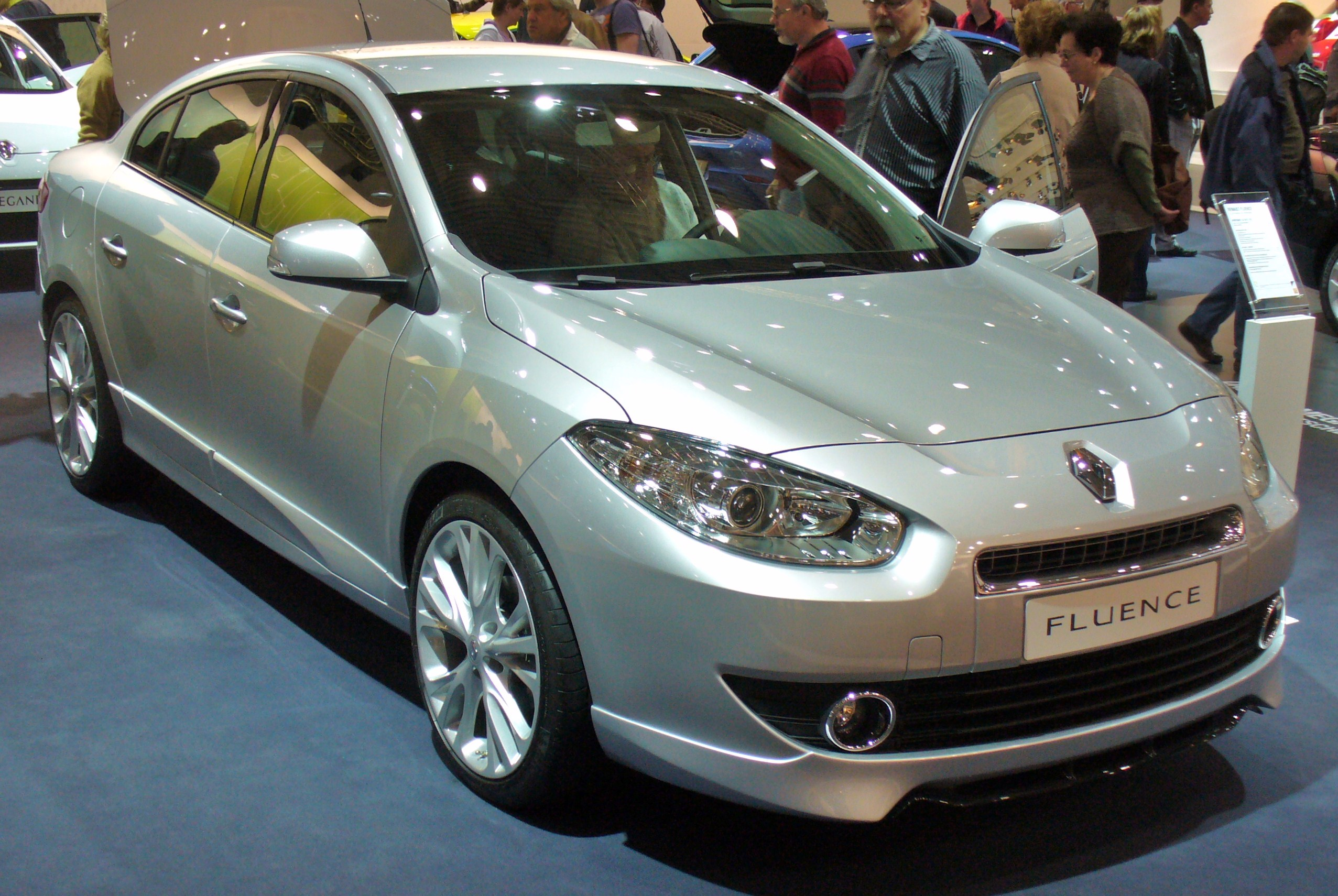
Renault Fluence 2009 bis 2016
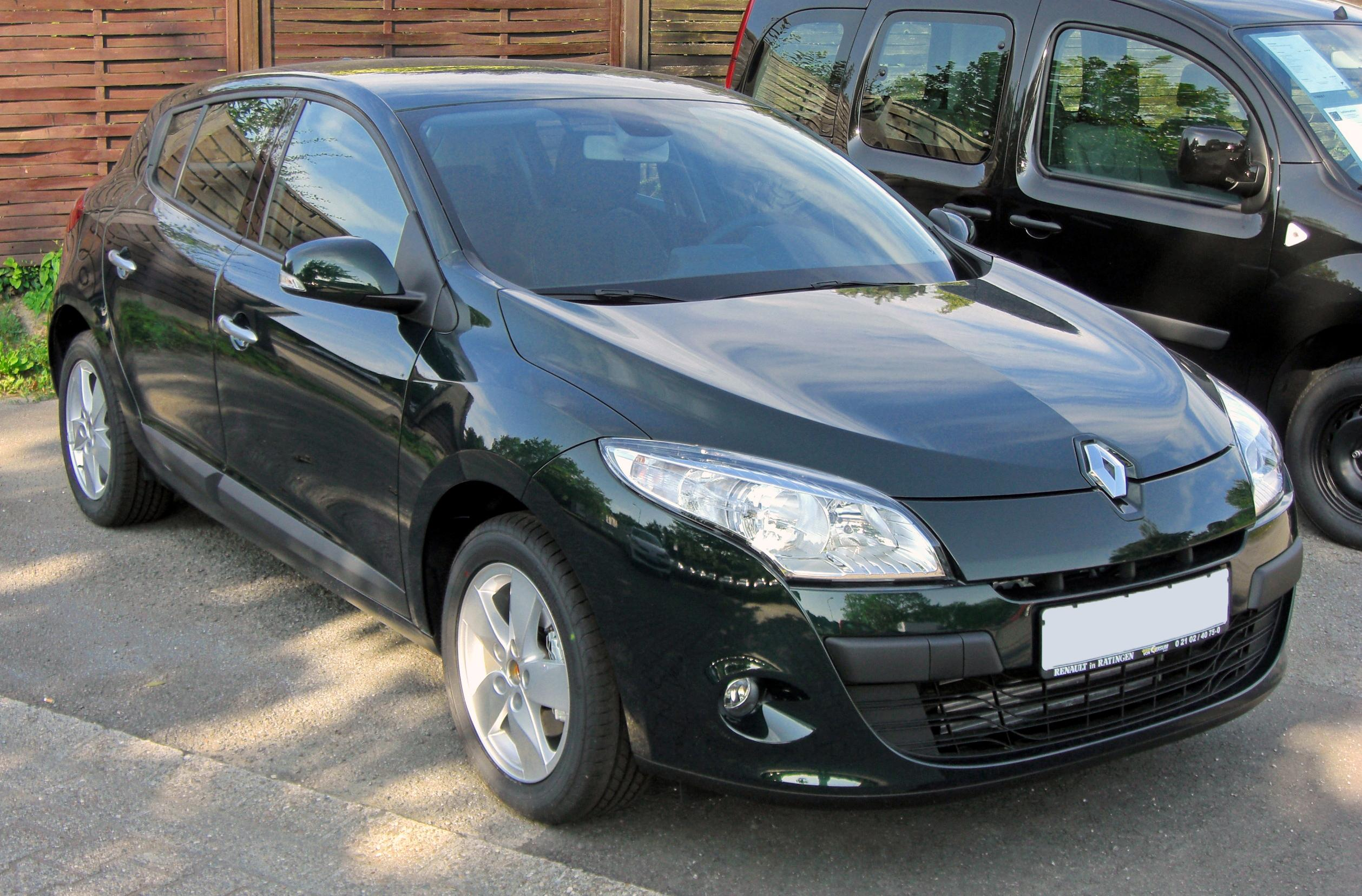
Renault Mégane HB 2009 bis 2016
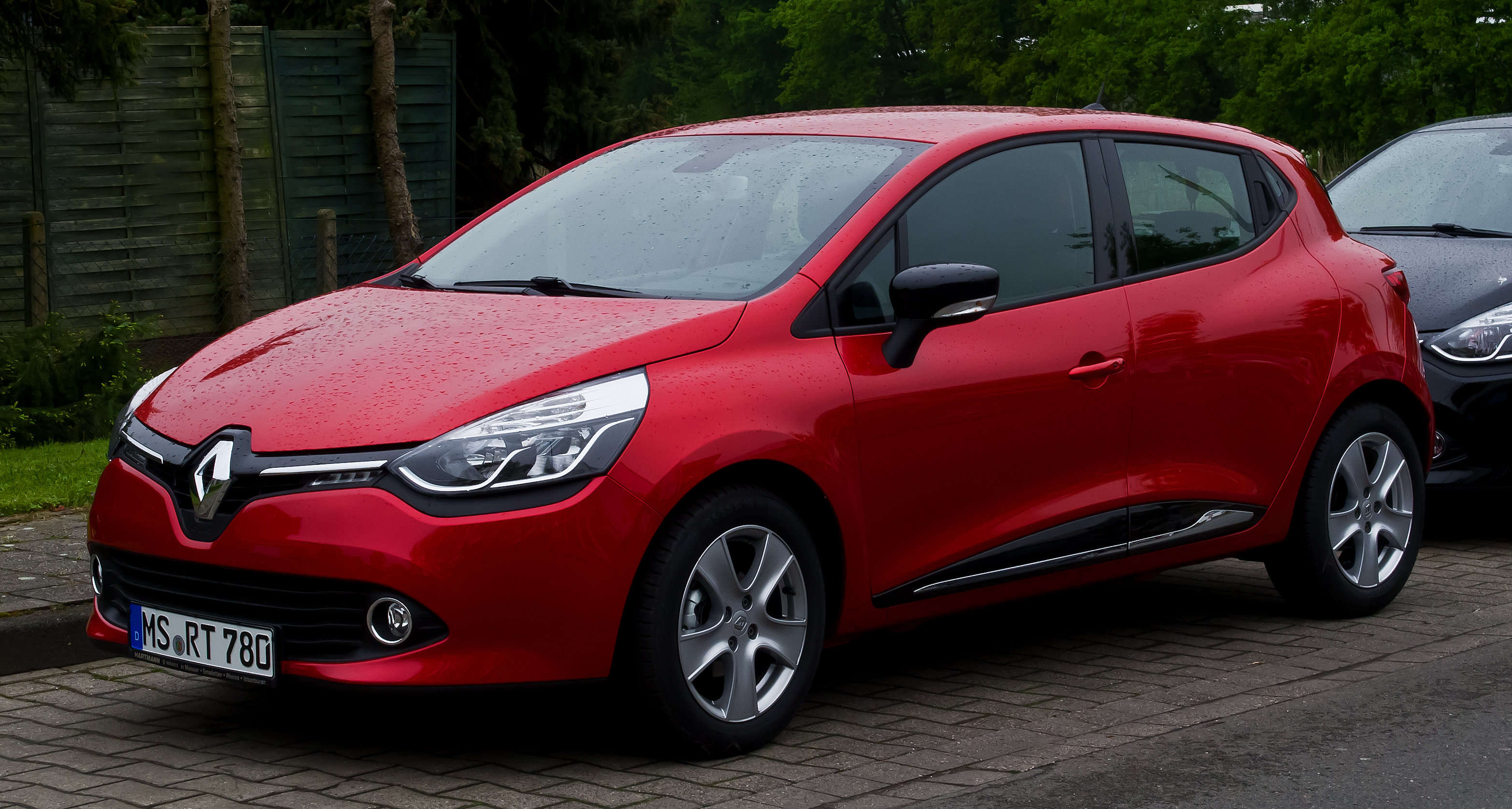
Renault Clio HB 2012 bis 2019
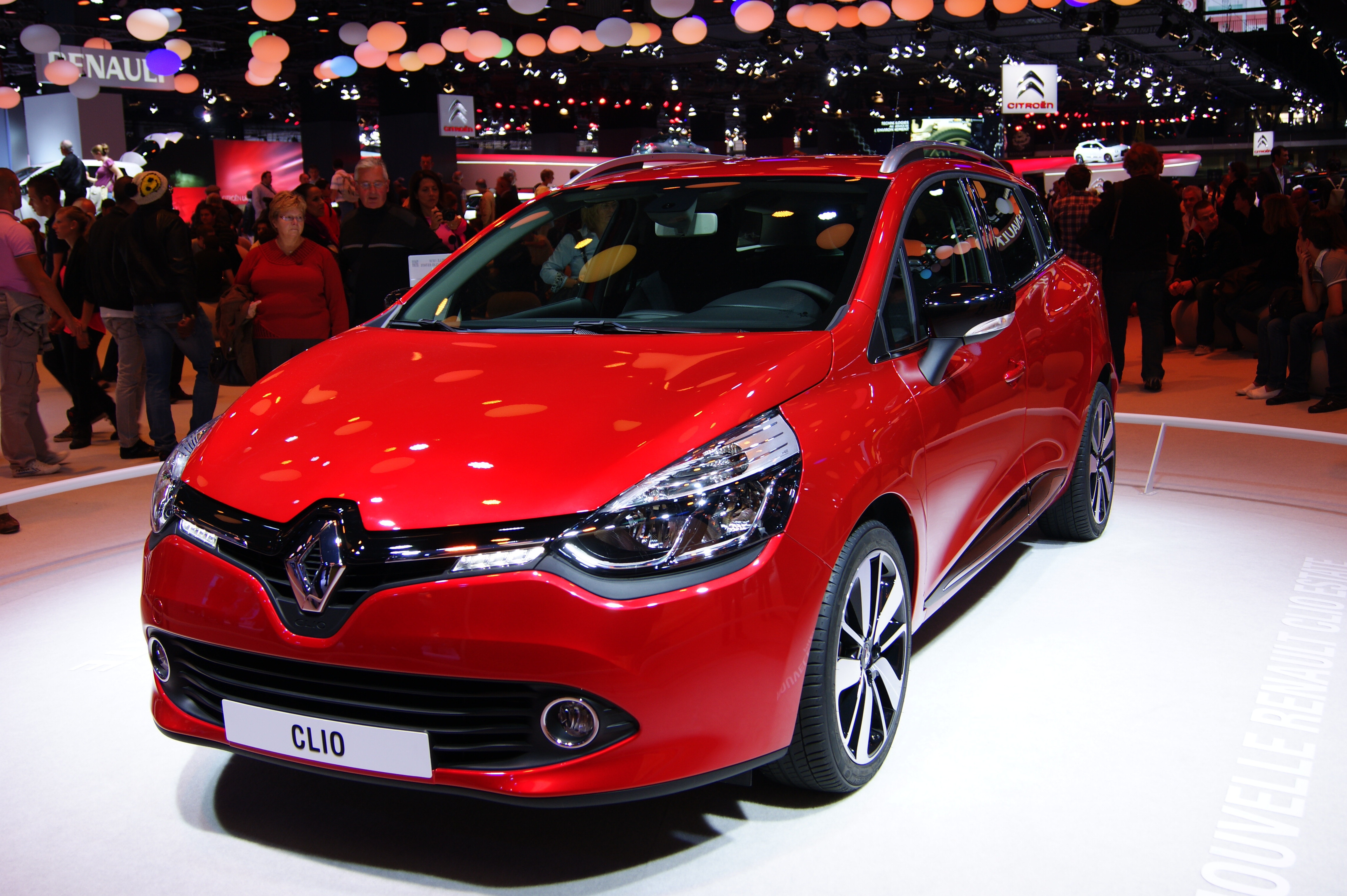
Renault Clio Grand Tour 2013 bis 2020
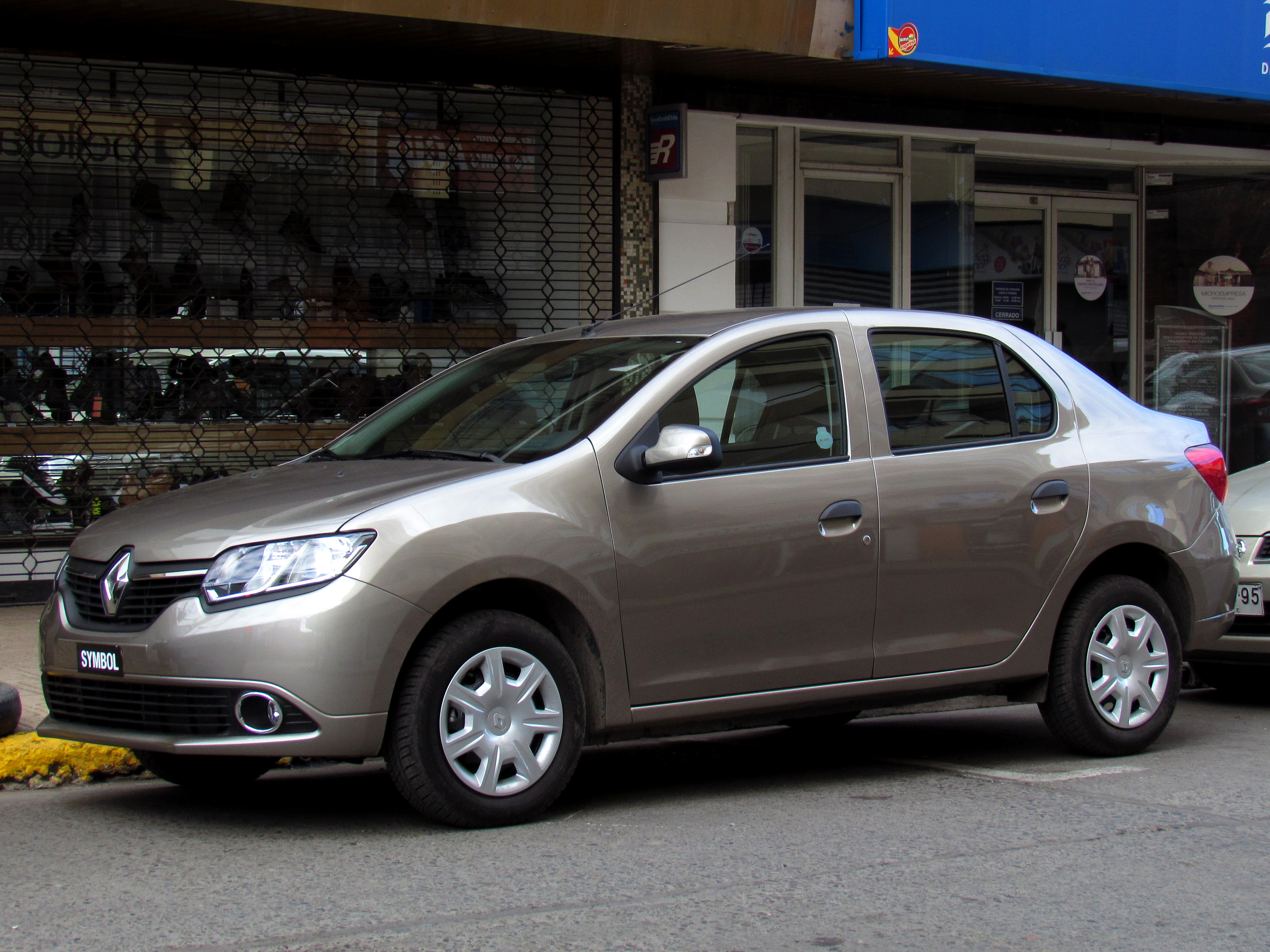
Renault Symbol 2013 bis 2021
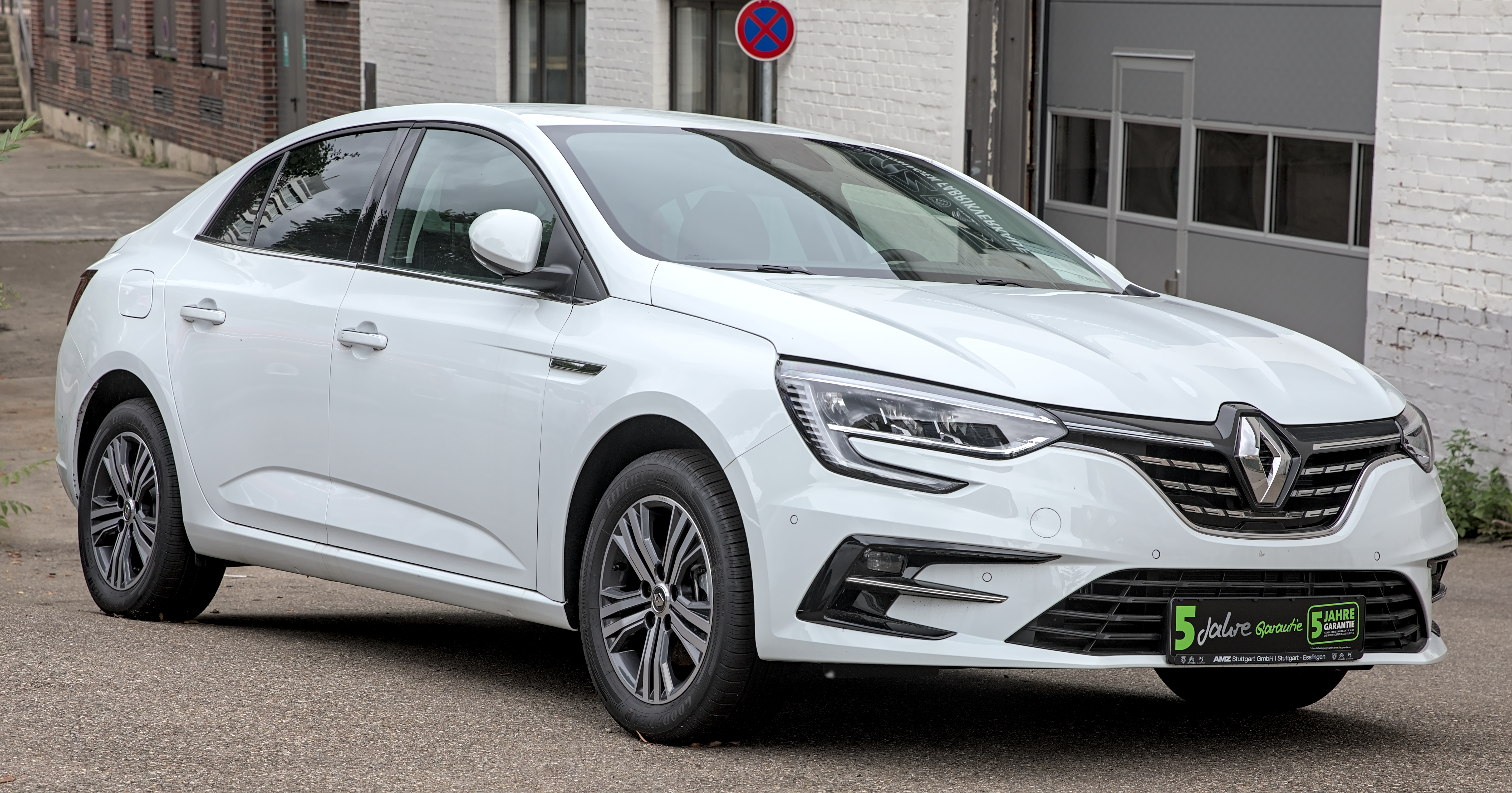
Renault Mégane Sedan seit 2016
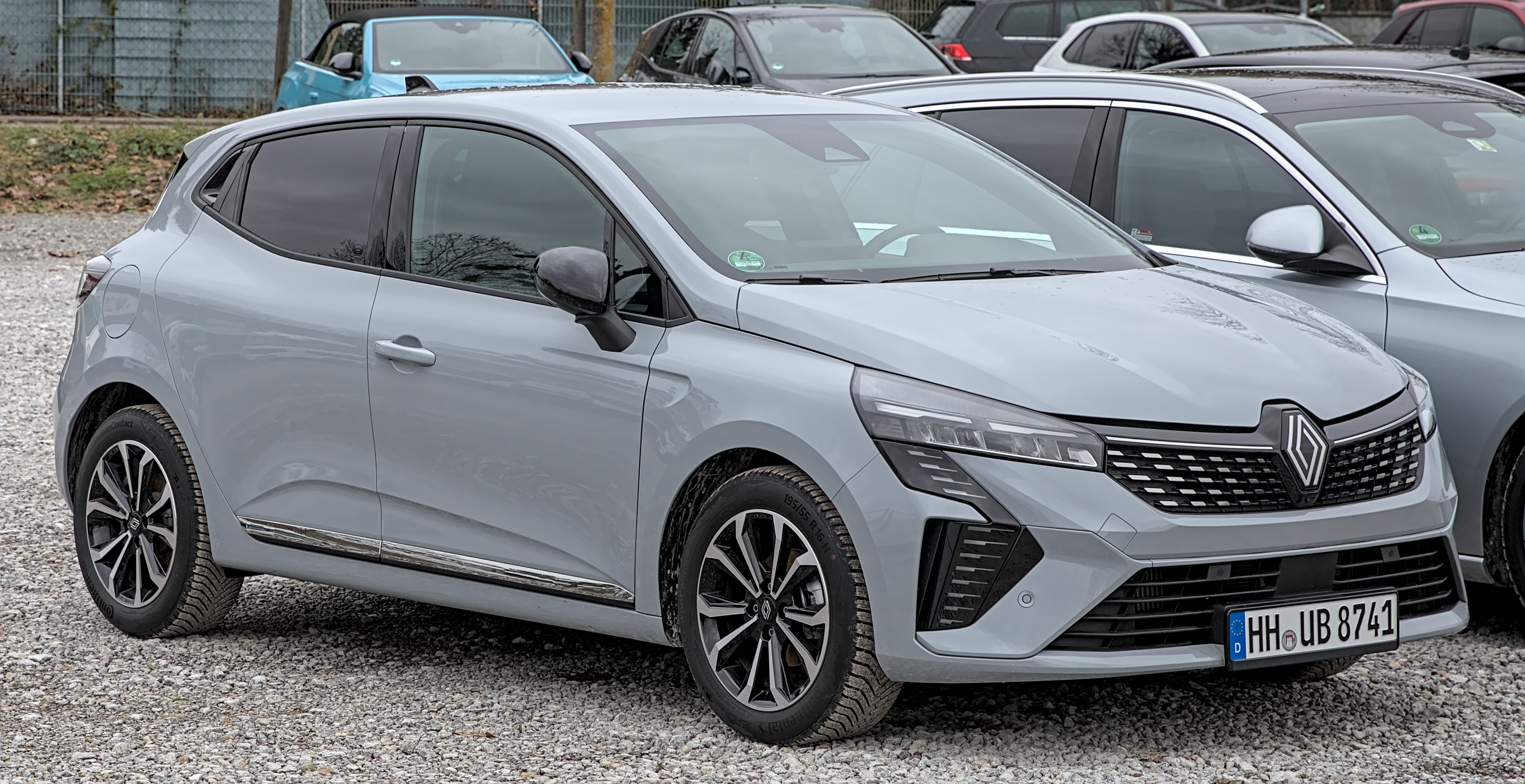
Renault Clio seit 2019
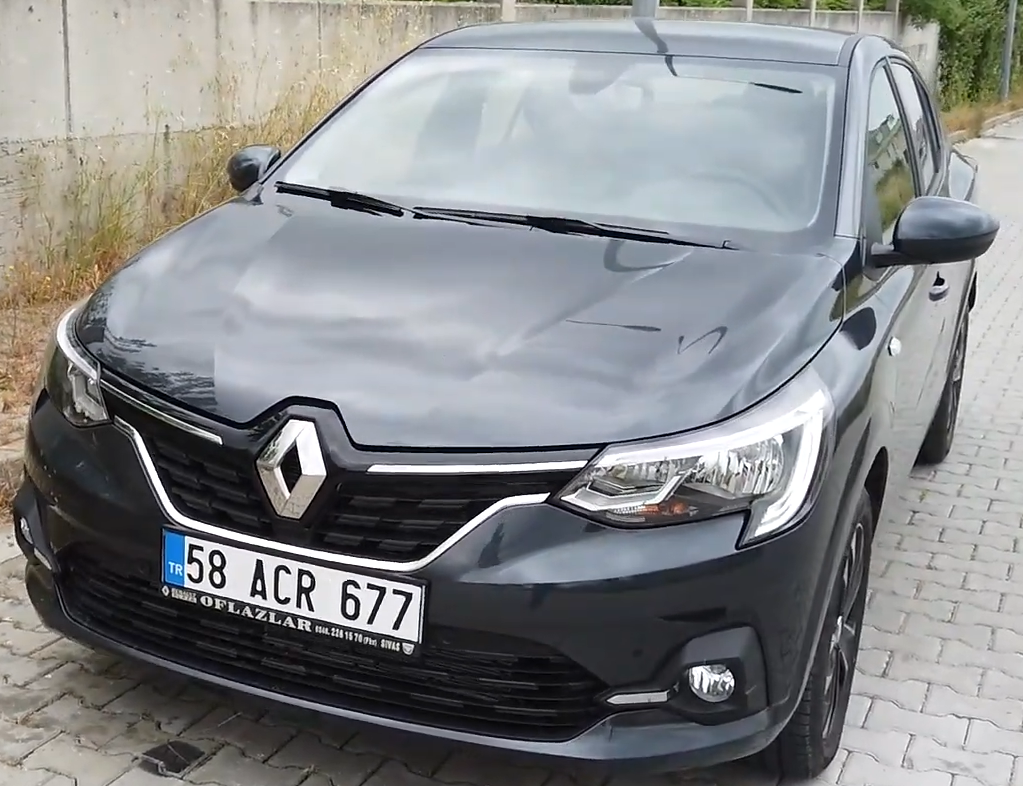
Renault Taliant seit 2021
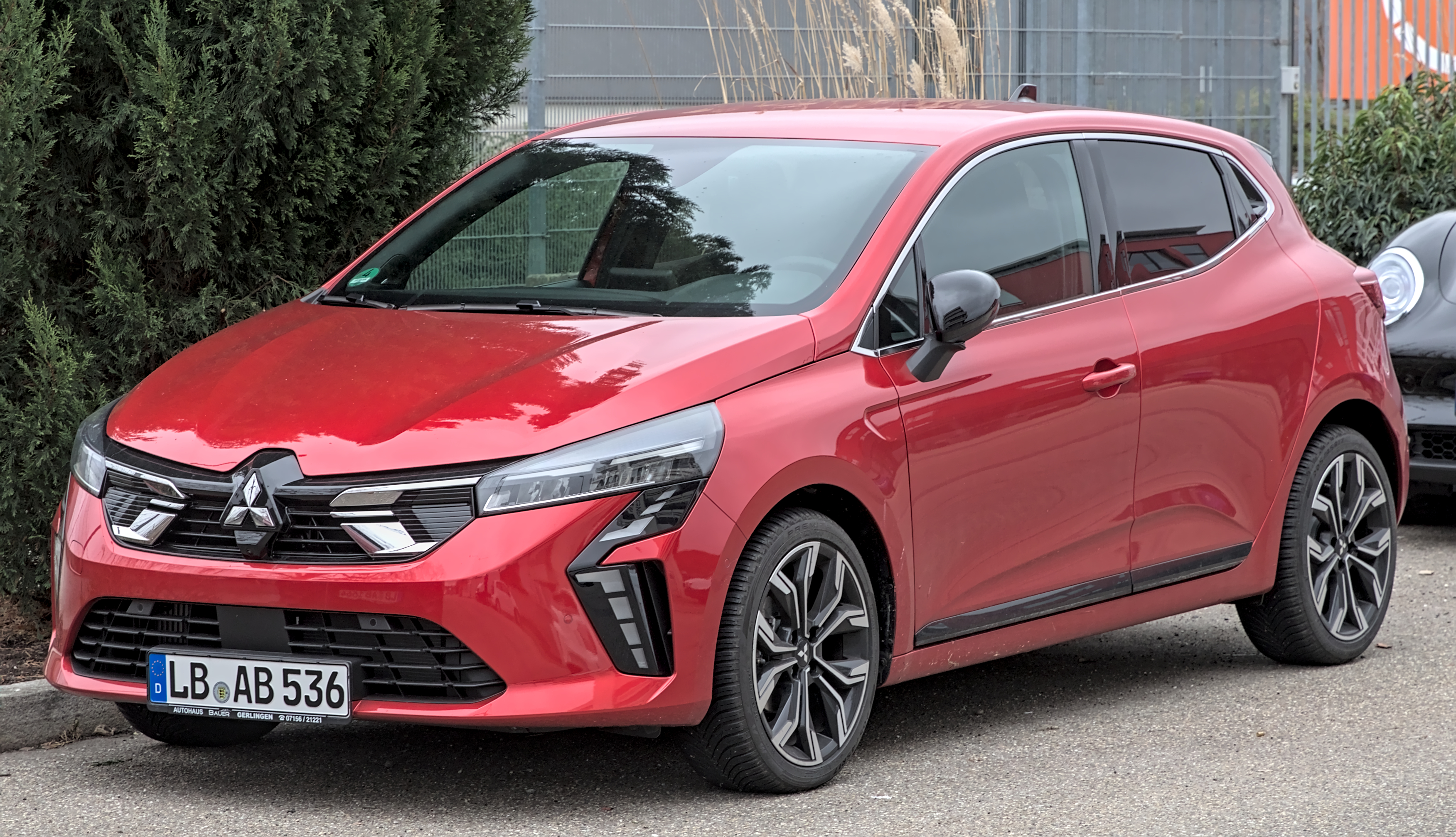
Mitsubishi Colt seit 2023

## Die Zeitleiste türkischer Renault-Modelle
1 Exportname für einige Länder Südosteuropas